# Oberdan Cattani
Oberdan Cattani (12 de junio de 1919 - 20 de junio de 2014) fue un futbolista brasileño, que jugó como portero. Jugó en Palmeiras en los años 1940 hasta 1954, convirtiéndose en una leyenda en el equipo de São Paulo Palmeiras, siendo ahora considerada por muchos como el mejor portero de la historia del club, jugando a este título con Emerson Leão, Valdir de Moraes y Marcos. Nació en Sorocaba, São Paulo.

## Biografía
Oberdan Cattani era hijo de inmigrantes italianos de la región de Toscana. Era camionero cuando hizo su primera prueba para futbolista, un día libre de servicio. Presentado anteriormente por su hermano, fue contratado en 1941, permaneciendo en el club hasta 1954, disputando 351 partidos con la camisa del Palmeiras.
De alta estatura y elasticidad, su defensa se convirtió en uno de los más famosos 40 porteros brasileños, durante la Segunda Guerra Mundial impidió la celebración de la Copa del Mundo.
Su nombre es uno de los mayores ídolos de Palmeiras. En su currículo en el club, hay cuatro títulos de Campeón (1942, 1944, 1947 y 1950), el Torneo Río-São Paulo 1951 y la Copa Internacional 1951. En este último, el Palmeiras venció a Juventus de Italia y ganó el torneo, considerado por el título mundial de clubes. Al ganar, Oberdan fue el portero suplente de Fabio Crippa.
Una característica notable de Oberdan, era que podía sostener la pelota con una mano.
Murió el 20 de junio de 2014, a los 95 años de edad. La causa de la muerte fue complicaciones cardíacas causadas por la neumonía.